# Contigo sí
Contigo sí es una telenovela producida por Ignacio Sada Madero para TelevisaUnivision, entre 2021 y 2022. La telenovela es una versión modernizada de la historia de Inés Rodena, Viviana; siendo adaptada por Antonio Abascal, Carlos Daniel González, entre otros. Se estrenó por Las Estrellas el 11 de octubre de 2021 en sustitución de Diseñando tu amor y finalizó el 25 de marzo de 2022 siendo reemplazado por Corazón guerrero.
Esta protagonizada por Alejandra Robles Gil, Danilo Carrera y Brandon Peniche, junto con Anette Michel, Bárbara Islas, Lisardo, Gema Garoa, Áxel Rico y Alejandra Procuna en los roles antagónicos; acompañados por Ernesto Laguardia, Manuel Landeta, entre otros.

## Trama
Ángela Gutiérrez (Alejandra Robles Gil) es una joven enfermera y estudiante de medicina que vive en una comunidad costera, la cual, es seducida por Álvaro Villalobos (Danilo Carrera), un joven ambicioso que visita la comunidad durante un viaje de negocios, para construir un hospital en el lugar. Debido a la gran atracción y amor que sienten uno por el otro, Ángela y Álvaro se casan, pero luego él la abandona para regresar a Ciudad de México, donde se compromete con Samanta (Bárbara Islas) y de igual forma, se casa también con ella. Ángela decide ir a la capital en busca de Álvaro, pero ella descubre el engaño, en la cual dicha situación, conoce a Leonardo (Brandon Peniche), un joven médico del que se enamora de ella y se convierte en su protector mientras Ángela esta en la capital. Derivado a esto, Ángela luchará incansablemente contra las adversidades que el destino le tendrá preparado, durante la búsqueda de encontrar el verdadero amor.

## Reparto
La lista del reparto se dio a conocer en la página Vida Moderna, el 12 de julio de 2021.

### Principales
- Alejandra Robles Gil como Ángela Gutiérrez Hidalgo
  - Lara Campos interpretó a Ángela de niña
- Danilo Carrera como Álvaro Villalobos Hurtado[9]
- Brandon Peniche como Leonardo Santillana Morán
- Ernesto Laguardia como Gerardo Vega Núñez
- Bárbara Islas como Samantha Vega Guardiola
- Anette Michel como Mirta Morán
- Áxel Ricco como Félix López Hernández
- Gema Garoa como Alma Yazbek Paredes
- Francisco Rubio como Darío Altamirano Garmendia
- Tania Lizardo como Luz Guerrero
- Carina Ricco como Beatriz Guardiola Santoscoy de Vega[10]
- Emoé de la Parra como Purificación Pérez «Doña Pura»
- Felipe Nájera como Julio Vallejo
- Daniela Zavala como Adela Hidalgo de Gutiérrez
- Lisardo como Aníbal Treviño
- Arlette Pacheco como Fedra Altamirano
- Alejandra Procuna como Yolanda Morales
- Rebeca Mankita como Josefina
- Silvia Lomelí como Nancy Sánchez Santibáñez
- Claudia Ortega como Nélida
- Carlos Speitzer como Abel Pérez
- Lalo Palacios como Pablo Pérez
- Nacho Ortiz Vera como Óscar Minuti
- Miranda Kay como Clara «Clarita» Villalobos Gustaba
- Emilio Palacios como Edilberto «Eddie» Martínez
- Kenneth Lavíll como Guillermo «Memo» López Guerrero
- Manuel Landeta como Sandro Santillana
- María José Parga como Estrellita
- Armando Andrade como Sebastián

### Recurrentes e invitados especiales
- Pedro Moreno como Josué Gutiérrez
- María Prado como Concepción Gutiérrez «Mamá Conchita»
- Pepe Olivares como Ugarte
- Gregorio Reséndiz como el Juez Lorca
- Benjamín Rivero como Baldomero
- Salvador Ibarra como Benjamín
- Rafael Amador como el Padre Marcos
- Paulina de Labra como Pasiflora
- José Montini como Abraham Legaspi
- Esteban Franco como Gabino
- Martín Brek como Fulgencio
- Roberto Tello como El Chamuco
- Carlos Athié como Francisco
- Anna Ciocchetti como Cristina
- Ricardo Reynaud como Gregorio
- Aleyda Gallardo como La Alacrana
- Arturo Posada como el Dr. Mario
- Armando Coria como Gallegos
- Juan Sahagún como Martín González
- Jeanette Snyder como Mayra
- Lorena Álvarez como Cándida Gustaba
- Lalo Zayás como Néstor
- Anna Betancourt como Úrsula
- Hugo Aceves como Fernando
- Ricardo Vera como el Dr. Aréchiga
- Rubén Branco como el Productor
- Jorge Losa como Iñaki
- José Carlos Farrera como el Inspector García
- Claudia Troyo como la Dra. Rocha
- Alejandro Tommasi como Imanol

## Episodios
| N.º                                    | Título                                           | Fecha de emisión original |
| -------------------------------------- | ------------------------------------------------ | ------------------------- |
| 1                                      | «Álvaro y Ángela se conocen a la orilla del mar» | 11 de octubre de 2021     |
| - Audiencia: 2.4 millones de personas. |                                                  |                           |
| 2                                      | «Ángela y Álvaro se casan»                       | 12 de octubre de 2021     |
| 3                                      | «Leonardo rescata a Ángela»                      | 13 de octubre de 2021     |
| 4                                      | «Álvaro y Samanta terminan»                      | 14 de octubre de 2021     |
| 5                                      | «¿Te quieres casar conmigo?»                     | 15 de octubre de 2021     |
| 6                                      | «Me parto el alma por ti»                        | 19 de octubre de 2021     |
| 7                                      | «No eres el hombre del que me enamoré»           | 19 de octubre de 2021     |
| 8                                      | «Ese matrimonio fue un error»                    | 20 de octubre de 2021     |
| 9                                      | «Félix secuestra a Memo»                         | 21 de octubre de 2021     |
| 10                                     | «El mundo es de los audaces»                     | 22 de octubre de 2021     |
| 11                                     | «¡Te casaste con otra mujer!»                    | 25 de octubre de 2021     |
| 12                                     | «Esto es una pesadilla»                          | 26 de octubre de 2021     |
| 13                                     | «La legítima esposa»                             | 27 de octubre de 2021     |
| 14                                     | «No te quiero perder»                            | 28 de octubre de 2021     |
| 15                                     | «Va a pagar por esto»                            | 29 de octubre de 2021     |
| 16                                     | «Orden de aprehensión»                           | 1 de noviembre de 2021    |
| 17                                     | «Lo perdiste todo»                               | 2 de noviembre de 2021    |
| 18                                     | «Dos víctimas»                                   | 3 de noviembre de 2021    |
| 19                                     | «Cadena perpetua»                                | 4 de noviembre de 2021    |
| 20                                     | «Cuestión de vida o muerte»                      | 5 de noviembre de 2021    |
| 21                                     | «Vendí mi alma al diablo»                        | 8 de noviembre de 2021    |
| 22                                     | «Encantador de serpientes»                       | 9 de noviembre de 2021    |
| 23                                     | «Ángela cae en la trampa de Aníbal»              | 10 de noviembre de 2021   |
| 24                                     | «No quiero volver a verte»                       | 11 de noviembre de 2021   |
| 25                                     | «Nada que esconder»                              | 12 de noviembre de 2021   |
| 26                                     | «Es mi mujer»                                    | 15 de noviembre de 2021   |
| 27                                     | «La otra eres tú»                                | 16 de noviembre de 2021   |
| 28                                     | «El plan de Alma»                                | 17 de noviembre de 2021   |
| 29                                     | «Un ángel en mi vida»                            | 18 de noviembre de 2021   |
| 30                                     | «Tentación latente»                              | 19 de noviembre de 2021   |
| 31                                     | «Enamorada de Leonardo»                          | 22 de noviembre de 2021   |
| 32                                     | «Mi papá se murió»                               | 23 de noviembre de 2021   |
| 33                                     | «Ángela acepta sentir algo por Leonardo»         | 24 de noviembre de 2021   |
| 34                                     | «Meterse en la boca del lobo»                    | 25 de noviembre de 2021   |
| 35                                     | «Hasta aquí llegó tu suerte»                     | 26 de noviembre de 2021   |
| 36                                     | «Un dardo envenenado directo al corazón»         | 29 de noviembre de 2021   |
| 37                                     | «Cada quien debe seguir su camino»               | 30 de noviembre de 2021   |
| 38                                     | «De esta no te salvas»                           | 1 de diciembre de 2021    |
| 39                                     | «Siempre voy a defenderte»                       | 2 de diciembre de 2021    |
| 40                                     | «El amor es valentía y constancia»               | 3 de diciembre de 2021    |
| 41                                     | «Una guerra personal»                            | 6 de diciembre de 2021    |
| 42                                     | «No concibo la vida sin ti»                      | 7 de diciembre de 2021    |
| 43                                     | «Vine a recuperar tu amor»                       | 8 de diciembre de 2021    |
| 44                                     | «¡Es un milagro!»                                | 9 de diciembre de 2021    |
| 45                                     | «Un nuevo comienzo»                              | 10 de diciembre de 2021   |
| 46                                     | «Te voy a amar siempre»                          | 13 de diciembre de 2021   |
| 47                                     | «¿De qué eres capaz por amor?»                   | 14 de diciembre de 2021   |
| 48                                     | «La vida no nos deja ser felices»                | 15 de diciembre de 2021   |
| 49                                     | «No me busques»                                  | 16 de diciembre de 2021   |
| - Audiencia: 2.6 millones de personas. |                                                  |                           |
| 50                                     | «Ángela está embarazada»                         | 17 de diciembre de 2021   |
| 51                                     | «Un niño fruto de nuestro amor»                  | 20 de diciembre de 2021   |
| 52                                     | «Juega tus cartas a largo plazo»                 | 21 de diciembre de 2021   |
| 53                                     | «Que sean muy felices»                           | 22 de diciembre de 2021   |
| 54                                     | «Sacar los trapitos al sol»                      | 23 de diciembre de 2021   |
| 55                                     | «Deja que el agua fluya»                         | 24 de diciembre de 2021   |
| 56                                     | «Salva a mi bebé»                                | 27 de diciembre de 2021   |
| 57                                     | «Te vas a tragar tus palabras»                   | 28 de diciembre de 2021   |
| 58                                     | «Me voy a olvidar de ti»                         | 29 de diciembre de 2021   |
| 59                                     | «Acepto casarme contigo»                         | 30 de diciembre de 2021   |
| 60                                     | «Alguien quiso matar a tu bebé»                  | 31 de diciembre de 2021   |
| 61                                     | «Te va a hacer muy infeliz»                      | 3 de enero de 2022        |
| 62                                     | «Juego sucio»                                    | 4 de enero de 2022        |
| 63                                     | «Tiene que saber la verdad»                      | 5 de enero de 2022        |
| 64                                     | «Alma y Leonardo se casan»                       | 6 de enero de 2022        |
| 65                                     | «Noche de bodas»                                 | 7 de enero de 2022        |
| - Audiencia: 2.8 millones de personas. |                                                  |                           |
| 66                                     | «Una loba disfrazada de oveja»                   | 10 de enero de 2022       |
| - Audiencia: 2.9 millones de personas. |                                                  |                           |
| 67                                     | «Tu mamá es una asesina»                         | 11 de enero de 2022       |
| - Audiencia: 2.8 millones de personas. |                                                  |                           |
| 68                                     | «Me voy para siempre»                            | 12 de enero de 2022       |
| 69                                     | «Vengo a entregarme»                             | 13 de enero de 2022       |
| - Audiencia: 3 millones de personas.   |                                                  |                           |
| 70                                     | «Cuida tus flancos»                              | 14 de enero de 2022       |
| - Audiencia: 2.9 millones de personas. |                                                  |                           |
| 71                                     | «Me la tengo que jugar»                          | 17 de enero de 2022       |
| 72                                     | «Se va a desatar un infierno»                    | 18 de enero de 2022       |
| 73                                     | «Ya no puedo estar sin ti»                       | 19 de enero de 2022       |
| 74                                     | «Esto es la guerra»                              | 20 de enero de 2022       |
| - Audiencia: 2.9 millones de personas. |                                                  |                           |
| 75                                     | «Álvaro es detenido»                             | 21 de enero de 2022       |
| 76                                     | «La verdad sobre tu origen»                      | 24 de enero de 2022       |
| - Audiencia: 2.7 millones de personas. |                                                  |                           |
| 77                                     | «Voy a tener sola a mi bebé»                     | 25 de enero de 2022       |
| 78                                     | «El bebé esta a punto de nacer»                  | 26 de enero de 2022       |
| - Audiencia: 2.8 millones de personas. |                                                  |                           |
| 79                                     | «Salven a mi bebé»                               | 27 de enero de 2022       |
| - Audiencia: 2.8 millones de personas. |                                                  |                           |
| 80                                     | «Los animales ponzoñosos no cambian»             | 28 de enero de 2022       |
| - Audiencia: 2.7 millones de personas. |                                                  |                           |
| 81                                     | «Paro respiratorio»                              | 31 de enero de 2022       |
| 82                                     | «El precio que hay que pagar»                    | 1 de febrero de 2022      |
| 83                                     | «Hacer algo drástico»                            | 2 de febrero de 2022      |
| 84                                     | «Todo lo hice por ti»                            | 3 de febrero de 2022      |
| 85                                     | «Declaración de guerra»                          | 4 de febrero de 2022      |
| 86                                     | «Nos vamos a separar»                            | 7 de febrero de 2022      |
| 87                                     | «Ya estás conmigo»                               | 8 de febrero de 2022      |
| - Audiencia: 2.6 millones de personas. |                                                  |                           |
| 88                                     | «Se hizo justicia»                               | 9 de febrero de 2022      |
| - Audiencia: 2.9 millones de personas. |                                                  |                           |
| 89                                     | «Cosechas lo que siembras»                       | 10 de febrero de 2022     |
| 90                                     | «Me convertí en un monstruo»                     | 11 de febrero de 2022     |
| 91                                     | «Abandono de familia»                            | 14 de febrero de 2022     |
| 92                                     | «Mordiste la mano que te dio de comer»           | 15 de febrero de 2022     |
| 93                                     | «Mi ángel ejecutor»                              | 16 de febrero de 2022     |
| 94                                     | «Pagar con odio»                                 | 17 de febrero de 2022     |
| 95                                     | «La verdad es una medicina amarga»               | 18 de febrero de 2022     |
| 96                                     | «Jugar con fuego»                                | 21 de febrero de 2022     |
| 97                                     | «Tú mataste a mi papá»                           | 22 de febrero de 2022     |
| 98                                     | «Muerto el rey, que viva la reina»               | 23 de febrero de 2022     |
| 99                                     | «Me robaron todo»                                | 24 de febrero de 2022     |
| 100                                    | «El corazón no entiende de razones»              | 25 de febrero de 2022     |
| 101                                    | «El secuestro de Ángela»                         | 28 de febrero de 2022     |
| 102                                    | «Aquí hubo mano negra»                           | 1 de marzo de 2022        |
| 103                                    | «Resiste»                                        | 2 de marzo de 2022        |
| 104                                    | «Eres mi héroe»                                  | 3 de marzo de 2022        |
| 105                                    | «Puedo ver»                                      | 4 de marzo de 2022        |
| 106                                    | «Hacer una tregua»                               | 7 de marzo de 2022        |
| 107                                    | «Lecciones de moral»                             | 8 de marzo de 2022        |
| 108                                    | «El pandorama se ve negro»                       | 9 de marzo de 2022        |
| - Audiencia: 2.5 millones de personas. |                                                  |                           |
| 109                                    | «Caiga quien caiga»                              | 10 de marzo de 2022       |
| 110                                    | «¡No esta ciego!»                                | 11 de marzo de 2022       |
| 111                                    | «¿Te quieres casar conmigo?»                     | 14 de marzo de 2022       |
| 112                                    | «En el amor y la guerra todo se vale»            | 15 de marzo de 2022       |
| 113                                    | «Ha ganado la justicia»                          | 16 de marzo de 2022       |
| 114                                    | «Voy a luchar hasta el final»                    | 17 de marzo de 2022       |
| 115                                    | «¡Nos estafaron!»                                | 18 de marzo de 2022       |
| 116                                    | «La vida se ensaña con todos»                    | 21 de marzo de 2022       |
| 117                                    | «¡Se robó a mi bebé!»                            | 22 de marzo de 2022       |
| 118                                    | «Se le declaró en coma»                          | 23 de marzo de 2022       |
| - Audiencia: 2.5 millones de personas. |                                                  |                           |
| 119                                    | «Ángela perdió la memoria»                       | 24 de marzo de 2022       |
| - Audiencia: 2.6 millones de personas. |                                                  |                           |
| 120                                    | «Trabajar por nuestro sueño»                     | 25 de marzo de 2022       |
| - Audiencia: 2.8 millones de personas. |                                                  |                           |

Notas
1. ↑  Este episodio se pre-estrenó el 8 de octubre de 2021 a través de la página oficial y la cuenta en Youtube de Las Estrellas.[12]

## Producción
A inicios de julio de 2021, Ignacio Sada Madero anunció la preproducción una nueva versión sin título definido de la telenovela Viviana, historia original de Inés Rodena que produjo Valentín Pimstein entre 1978 y 1979, la cual, Televisa había producido dos versiones más con anterioridad: Los años pasan en 1985 —de nueva cuenta con Pimstein de productor— y Camila en 1998, producida por Angelli Nesma Medina. Días más tarde, se anunció que el título provisional de la producción sería Volverte a ver, confirmando a Brandon Peniche como uno de los tres protagonistas, así como la incorporación de Anette Michel a las filas de Televisa, tras haber terminado su relación laboral con TV Azteca. La producción de la telenovela inició grabaciones en locación el 26 de julio de 2021 y al día siguiente, a través de la página web de People en Español, se anuncia la confirmación oficial de la lista de los miembros del reparto, teniendo a Alejandra Robles Gil junto con Danilo Carrera y Brandon Peniche como los actores que encabezan la telenovela. El claquetazo oficial de la telenovela se dio el 9 de agosto de 2021, dando inició a las grabaciones en foro y a su vez se realizó una misa con el reparto reunido, en el foro 1 de Televisa San Ángel. Días después, el 18 de agosto, se anunció a través de la página web de Las Estrellas que el título oficial de la telenovela pasa a ser Contigo sí.

## Audiencia
| Temporada | Horario (CT)                     | Episodios | Primera emisión       | Primera emisión      | Última emisión      | Última emisión       | Prom. de espectadores (millones) |
| Temporada | Horario (CT)                     | Episodios | Fecha                 | Audiencia (millones) | Fecha               | Audiencia (millones) | Prom. de espectadores (millones) |
| --------- | -------------------------------- | --------- | --------------------- | -------------------- | ------------------- | -------------------- | -------------------------------- |
| 1         | Lunes a viernes 16:30 - 17:30 h. | 120       | 11 de octubre de 2021 | 2.4                  | 25 de marzo de 2022 | 2.8                  | 2.7                              |

## Premios y nominaciones

### TV Adicto Golden Awards 2022
| Categoría                 | Nominados            | Resultado |
| ------------------------- | -------------------- | --------- |
| Mejor lanzamiento estelar | Alejandra Robles Gil | Ganador   |